# 三河马
三河马是马的一个品种，与伊犁马和河曲马并称为中国“三大名马”，产于内蒙古呼伦贝尔地区。该马种由当地的蒙古馬其它各国优良马种综合杂交改良而来，至今有100多年的驯养历史，血统及为复杂，据说最多时有十四种之多，三河馬是民國時期中國騎兵的主要戰馬。

## 起源

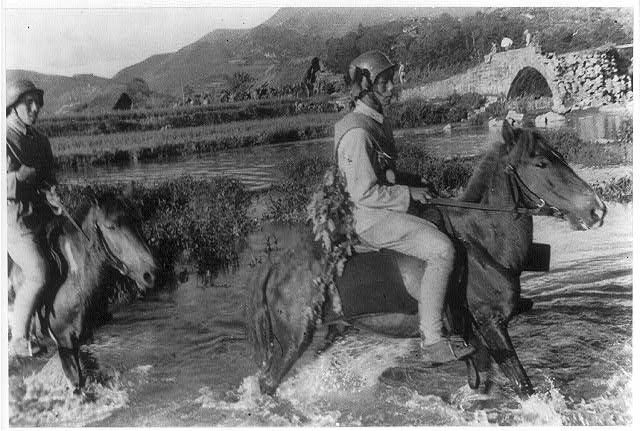
抗日戰爭時期騎乘三河馬的中國國軍騎兵

辽阔、富饶的呼伦贝尔大草原是天下闻名的优良牧场。在它的北部，美丽的额尔古纳河自北向南不息地奔流，在它流过的三河地区盛产良马，而“三河马”是这里所产良马中的佼佼者。
二十世纪初叶，在呼伦贝尔草原上生长了千万年的蒙古马接纳了外国良马的血统，一个新的马种——三河马逐渐培育了出来。      
起初，俄国人携带后贝加尔马在额尔古纳河畔放牧或定居。1917年至1918年，一些俄国贵族为了躲避苏俄的十月革命而越过国境，进入中国东北地区。他们带来了一些品质优良的马匹——如奥尔洛夫马、皮丘克马等。1934年以后，伪满时期日本人在海拉尔设种马场，引进了英纯血马、美建米马、盎格尔阿拉伯马、盎格尔诺尔曼马以及贝尔修伦等马种——这些马通过与本地蒙古马杂交，使得它的品质得以改良。后来，又通过有计划地改良马种，从而培育出了今天的三河马。
1955年，中国国家农业部明确了“三河马向乘挽兼用型发展”的育种方向和“本品种选育”的育种方针。1966年，内蒙古科委发布了内蒙古自治区三河马企业标准。1986年，国家标准局发布了三河马国家标准。同年，三河马由内蒙古自治区人民政府正式验收命名为“内蒙古三河马”，确定为地方优良品种。

## 特征

### 外形
体质结实干燥，结构匀称，外貌俊美，肌肉结实丰满，气质属平衡稳定型，有悍威，性情温驯。头干燥，直头，部分呈微半兔头，眼大有神，鼻孔开张，颚凹宽。颈略长，直颈。髫甲明显。胸宽而深，肋拱腹圆，背腰平直宽广，尻较宽略斜。四肢干燥结实有力，肢势端正，关节明显，肌腱、韧带发达，管骨较长，系长短适中，关节发育良好，部分马匹后肢呈外向，蹄质坚实。鬃、尾毛疏而细，距毛不发达。毛色整齐一致，主要为骝、栗两色，杂色极少。

### 三河马体尺
| 性别 | 体高    | 体长    | 胸围    | 管围   | 备注                   |
| ---- | ------- | ------- | ------- | ------ | ---------------------- |
| 公马 | 146.2cm | 151.1cm | 167.9cm | 19.5cm | 1955年三河马调查队资料 |
| 母马 | 141.1cm | 147.6cm | 165.5cm | 18.4cm | 1955年三河马调查队资料 |
| 公马 | 155.2cm | 160.9cm | 188.6cm | 20.9cm | 1972年测               |
| 母马 | 145.5cm | 150.5cm | 173.2cm | 18.8cm | 1972年测               |